# Annemasse
Annemasse (arpitansko/frankoprovansalsko Anemâsse) je mesto in občina v vzhodnem francoskem departmaju Haute-Savoie regije Rona-Alpe. Leta 2011 je mesto imelo 31.092 prebivalcev, 2022 pa skoraj 38.000. 

## Geografija
Kraj leži v Savoji na desnem bregu reke Arve ob meji s Švico, 45 km severno od Annecyja, slabih 10 km od središča Ženeve.

## Administracija
Annemasse je sedež dveh kantonov:
- Kanton Annemasse-Jug (del občine Annemasse, občine Arthaz-Pont-Notre-Dame, Bonne, Étrembières, Gaillard, Vétraz-Monthoux: 43.749 prebivalcev),
- Kanton Annemasse-Sever (del občine Annemasse, občine Ambilly, Cranves-Sales, Juvigny, Lucinges, Machilly, Saint-Cergues, Ville-la-Grand: 33.272 prebivalcev).

Oba kantona sta sestavna dela okrožja Saint-Julien-en-Genevois

## Pobratena mesta
- Boisbriand (Québec, Kanada),
- Gaggenau (Nemčija),
- Sieradz (Poljska).